# Моргунов, Александр Андреевич
Алекса́ндр Андре́евич Моргуно́в (род. 4 июня 1995, Пролетарск, Ростовская область) — российский футболист, полузащитник клуба «Севастополь».

## Карьера

### Клубная
В двенадцатилетнем возрасте поступил в школу Бразильского футбола в п. Кабардинка, через год после её закрытия, поступил в Академию футбола имени Юрия Коноплёва и стал её воспитанником. Профессиональную карьеру начал в команде «Академия», за которую дебютировал 18 мая 2012 года в матче ПФЛ против клуба «Сызрань-2003», выйдя на замену в добавленное к матчу время вместо Александра Коротаева. 28 января 2013 года перешёл в состав московского «Динамо», где выступал за молодёжную команду и стал двукратным чемпионом России в молодёжном первенстве сезон 2012/2013, 2014/2015. 26 февраля 2016 года подписал контракт с «Краснодаром» и начал выступать в ПФЛ за «Краснодар-2». 21 февраля 2017 года был отдан в аренду в молдавский клуб «Милсами», за который сыграл 8 матчей в высшей лиге Молдавии.

### В сборной
Вызывался в юношескую и молодёжную сборную России